# Pałac Przezdzieckich w Woropajewie
Pałac Przezdzieckich w Woropajewie – pałac, który znajdował się w Woropajewie na Białorusi, zniszczony podczas II wojny światowej.

## Historia
Pałac został zniszczony podczas I wojny światowej, następnie odbudowany. Budynek posiadał ponad 20 pokoi, w tym m.in. salę balową. Znajdowała się w nim bogata biblioteka, kolekcja broni i instrumentów muzycznych (od 1939 była w Mińsku). Ostatnim właścicielem pałacu był Konstanty hrabia Przeździecki (1879–1966), pułkownik Wojska Polskiego. W należących do niego woropajewskich lasach, w okresie międzywojennym odbywały się znane polowania, w których często uczestniczyli przebywający w Polsce na placówkach dyplomaci zagraniczni. Polowały tu takie osoby jak Aleksander Skrzyński czy Maria Koburg. 25 czerwca 1930 roku, podczas wizyty na Wileńszczyźnie, w pałacu nocował prezydent Polski Ignacy Mościcki. Pałac został zniszczony podczas II wojny światowej.
Zachowały się budynki folwarczne, które zostały wybudowane po 1875 roku, dwa w miasteczku oraz jeden na terenie folwarku, w którym utworzono szpital. 
Na terenie parku dworskiego, utworzonego po 1900 roku, zachował się stary most, fundamenty dawnej budowli, bramy północna i zachodnia. Park wpisano do państwowego spisu historycznych i kulturowych zabytków Republiki Białorusi.

## Galeria

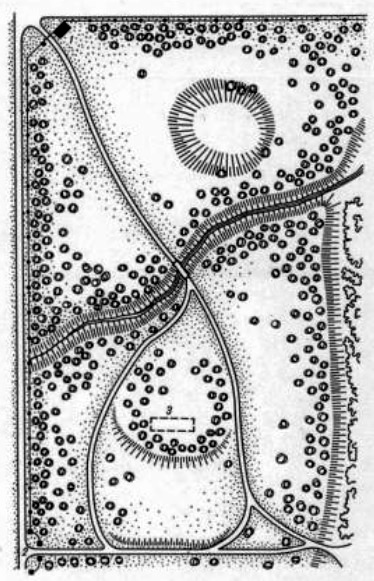
Plan parku pałacowego
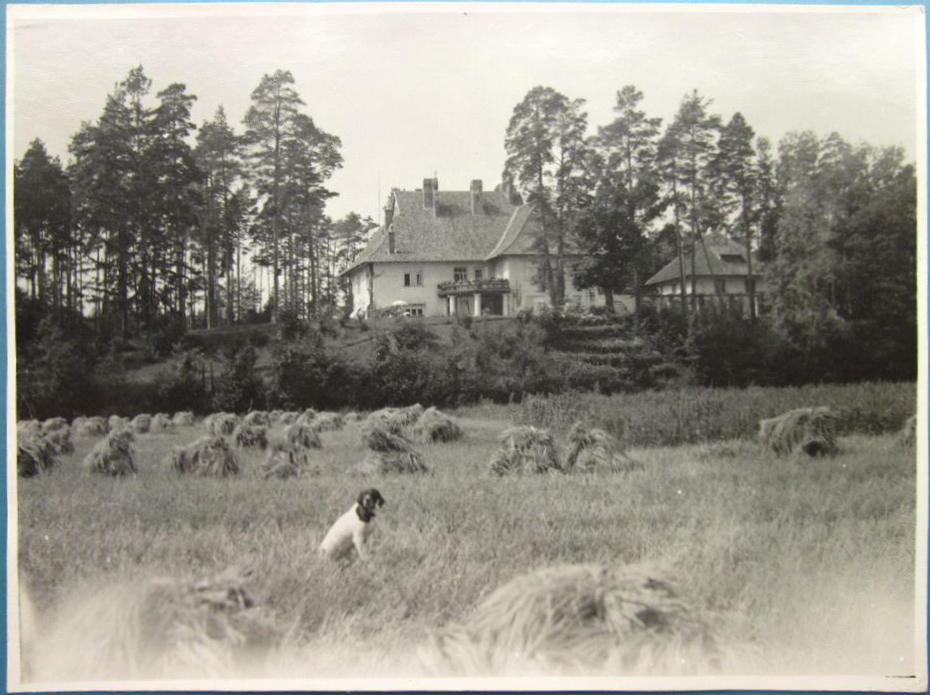
Pałacyk w latach 30. XX wieku
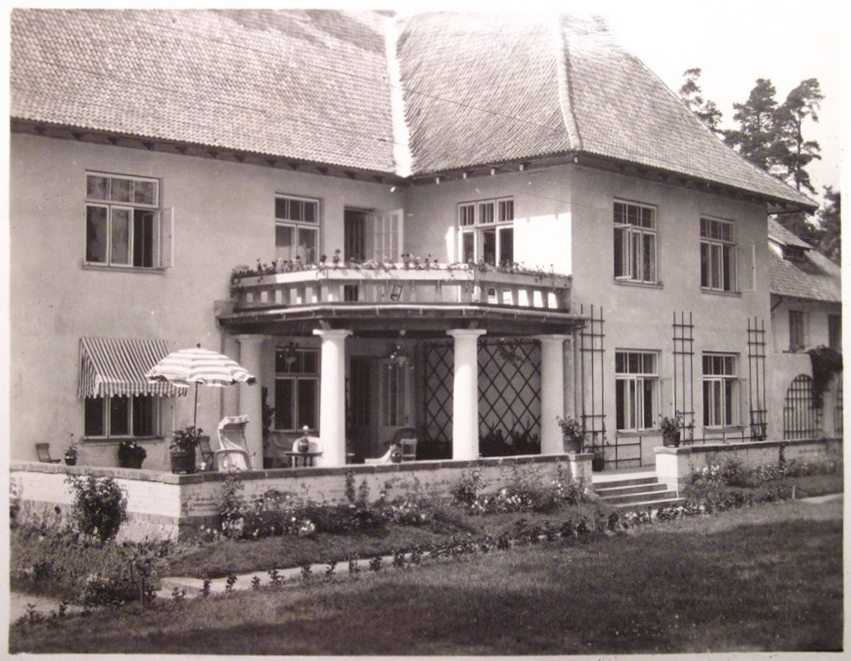
Pałacyk w latach 30. XX wieku
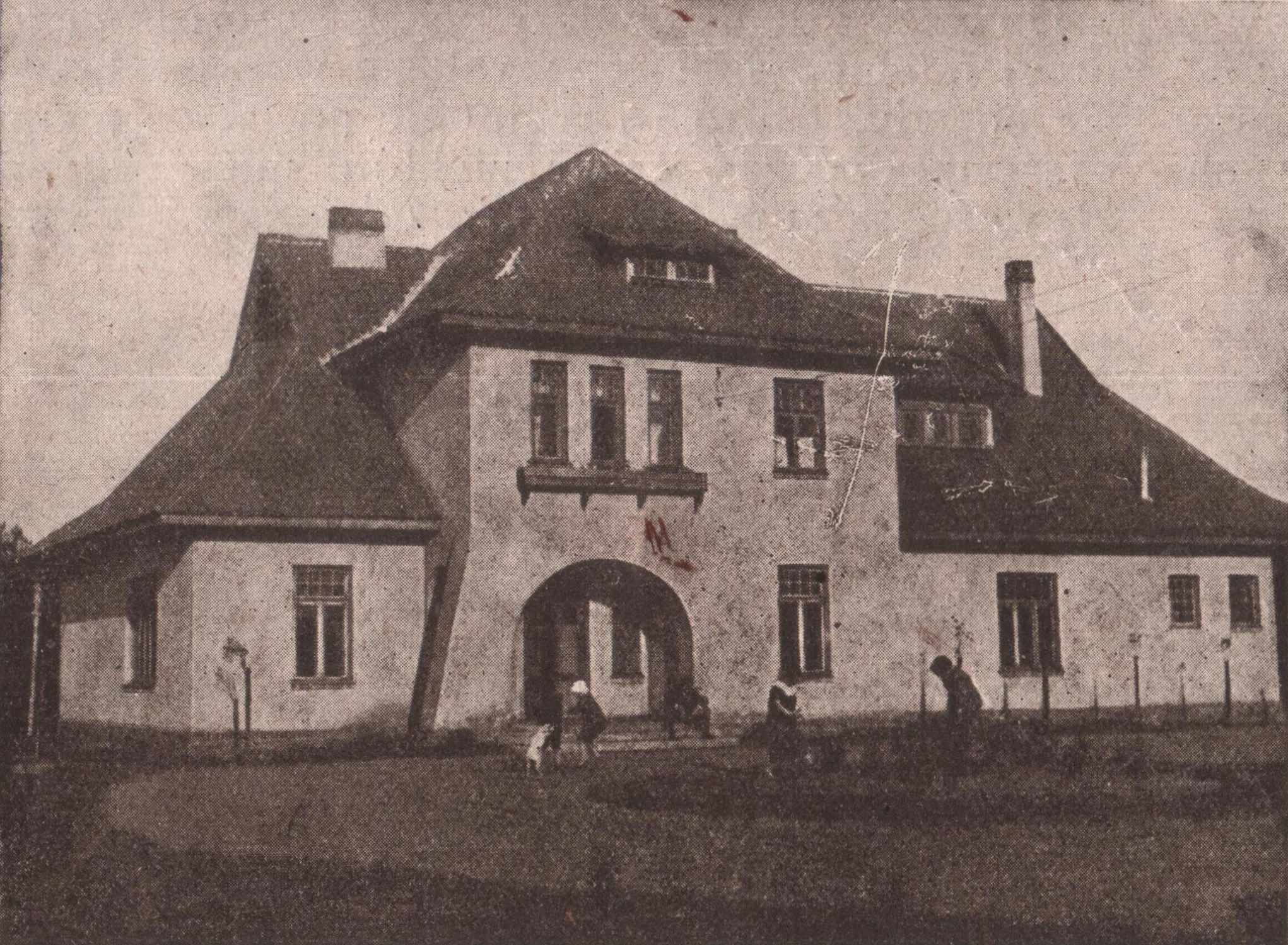
Budynek w folwarku (dwór) w 1925 roku